# 韦勒 (福拉尔贝格州)
韦勒（德語：Weiler）是奥地利福拉尔贝格州费尔德基希县的一个市镇。总面积3.09平方公里，总人口1973人，人口密度638.5人/平方公里（2005年）。